# Miami Dolphins 1995
La stagione 1995 dei Miami Dolphins è stata la numero 30 della franchigia, la ventiseiesima nella National Football League. Fu la venticinquesima e ultima stagione con Don Shula alla guida della squadra, che portò a cinque apparizioni al Super Bowl e a due vittorie, inclusa quella della stagione perfetta del 1972.

## Calendario

### Stagione regolare
| Turno | Data               | Avversario             | Risultato          | Pubblico           |
| ----- | ------------------ | ---------------------- | ------------------ | ------------------ |
| 1     | 3/9/1995           | New York Jets          | V 52–14            | 71.317             |
| 2     | 10/9/1995          | @ New England Patriots | V 20–3             | 60.239             |
| 3     | 18/9/1995          | Pittsburgh Steelers    | V 23–10            | 72.874             |
| 4     | Settimana di pausa | Settimana di pausa     | Settimana di pausa | Settimana di pausa |
| 5     | 1/10/1995          | @ Cincinnati Bengals   | V 26–23            | 52.671             |
| 6     | 8/10/1995          | Indianapolis Colts     | S 27–24            | 68.471             |
| 7     | 15/10/1995         | @ New Orleans Saints   | S 33–30            | 55.628             |
| 8     | 22/10/1995         | @ New York Jets        | S 17–16            | 67.228             |
| 9     | 29/10/1995         | Buffalo Bills          | V 23–6             | 71.060             |
| 10    | 6/11/1995          | @ San Diego Chargers   | V 24–14            | 61.966             |
| 11    | 12/11/1995         | New England Patriots   | S 34–17            | 70.399             |
| 12    | 20/11/1995         | San Francisco 49ers    | S 44–20            | 73.080             |
| 13    | 26/11/1995         | @ Indianapolis Colts   | S 36–28            | 60.414             |
| 14    | 3/12/1995          | Atlanta Falcons        | V 21–20            | 63.395             |
| 15    | 11/12/1995         | Kansas City Chiefs     | V 13–6             | 70.321             |
| 16    | 17/12/1995         | @ Buffalo Bills        | S 23–20            | 79.531             |
| 17    | 24/12/1995         | @ St. Louis Rams       | V 41–22            | 63.876             |

### Playoff
| Turno    | Data       | Avversario      | Risultato |
| -------- | ---------- | --------------- | --------- |
| Wildcard | 31/12/1995 | @ Buffalo Bills | S 37-22   |

## Classifiche
| AFC East               | AFC East | AFC East | AFC East | AFC East | AFC East | AFC East | AFC East |
|                        | V        | S        | P        | %        | PF       | PS       | Str.     |
| ---------------------- | -------- | -------- | -------- | -------- | -------- | -------- | -------- |
| (3) Buffalo Bills      | 10       | 6        | 0        | .625     | 350      | 335      | S1       |
| (5) Indianapolis Colts | 9        | 7        | 0        | .563     | 331      | 316      | V1       |
| (6) Miami Dolphins     | 9        | 7        | 0        | .563     | 398      | 332      | V1       |
| New England Patriots   | 6        | 10       | 0        | .375     | 294      | 377      | S2       |
| New York Jets          | 3        | 13       | 0        | .188     | 233      | 384      | S4       |